# スズキ・エブリイランディ
エブリイ ランディ（EVERY Landy）とは、1999年（平成11年）から2005年（平成17年）までスズキが生産していたミニバンタイプの乗用車である。当初はエブリイ+（エブリイ プラス、EVERY +）と称していた。

## 概要
当初は同社のワゴンR+に揃えた「エブリイ+」というネーミングであったが、2001年（平成14年）のマイナーチェンジで「エブリイランディ」に改名された。
同社のセミキャブオーバー型の軽ワゴンであるエブリイをベースとし、前面衝突安全基準にも適合させるため、フロントエンド（ボンネット）の延長、1,300ccエンジンの採用、サードシートの追加などで7人乗り（1列目2人 + 2列目2人 + 3列目3人）の小型車（登録車）へと仕立て直したものである。ベースのエブリイはマツダにスクラムとしてOEM供給されているが、マツダ側に姉妹車は設定されなかった。
ちなみに当該モデルはインド市場において「イーコ（EECO）」として2010年より現地生産・販売されており（ただし、ボディサイズがホイールベースを除き若干異なる他、搭載されるエンジンが1,200ccとなる等の差異がある）、2022年11月にマイナーチェンジ版が登場している。

## 歴史
- 1999年（平成11年）
  - 6月17日 - エブリイ+（プラス）という車名で発表・発売 [4]。
  - 12月3日 - 特別仕様車「リミテッド」発表。テレビ付カセットステレオ（オプション設定のカーナビとの接続も可能なもの）や、後席の乗り降りを助ける大型乗降グリップ、大型サイドステップを装備した。リヤドアにもパワーウィンドウを設定し、小物などを収納できるオーバーヘッドボックスを設定。エクステリアは、フロントグリルやバックドアハンドルカバーをメッキ塗装し、インテリアは、インサイドドアハンドルやパーキングブレーキレバーノブ、オートマセレクターボタンをメッキ塗装し、インパネ周辺をメタリック調に、メーターパネルを銀色に塗装し質感を向上した。
- 2000年（平成12年）
  - 5月17日 - 一部改良。フロントフォグランプとリヤコンビネーションランプに、外光を反射させるマルチリフレクター式を採用。リアドアのスライドレールとバックドアに、メッキタイプのアクセントを施したり、シート表皮を変更する事で、質感を向上させた。また、3列目シートの形状を変更するとともにヘッドレストを装着した。ほかにも、特別仕様車「リミテッド」に装備された大型乗降グリップや、シートベルトの高さが調節可能なショルダーアジャスターを運転席と助手席に標準装備し、安全性を向上させた。
  - 11月15日 - 特別仕様車「リミテッド II」を発表。フロントの専用メッキグリルや、特別設定のボディカラーを設定して、精悍なエクステリアを実現。また、CD・MD付カセットステレオ、ツインエアコン（リアエアコン）を装備し、快適性を向上させた。ほかにも、ブルー基調の爽やかなカラーの専用ドアトリム/ファブリックシート表皮/インパネガーニッシュカラー、電動ステップを特別装備した。
- 2001年（平成13年）
  - 5月24日 - マイナーチェンジ。車名をエブリイランディに改めた[5]。ミニバンクラス初のインパネシフトを採用することで、室内の広々感と使いやすさを一層向上させた。乗降に役立つ電動オートステップや2列目シートに取り付けた折畳み式テーブルなど、快適装備を充実させた。また、新デザインのフロントメッキグリルや大型バンパー、サイドアンダースポイラー[6]を装備することで、質感の高いエクステリアを実現させた。さらに、国土交通省の低排出ガス車認定制度において、「平成12年基準排出ガス50%低減レベル「優－低排出ガス」認定」を取得。環境性にも配慮した。
- 2005年（平成17年）
  - 7月[7] - 生産終了。在庫対応分のみの販売となる。
  - 8月 - エブリイのモデルチェンジとともに販売終了。

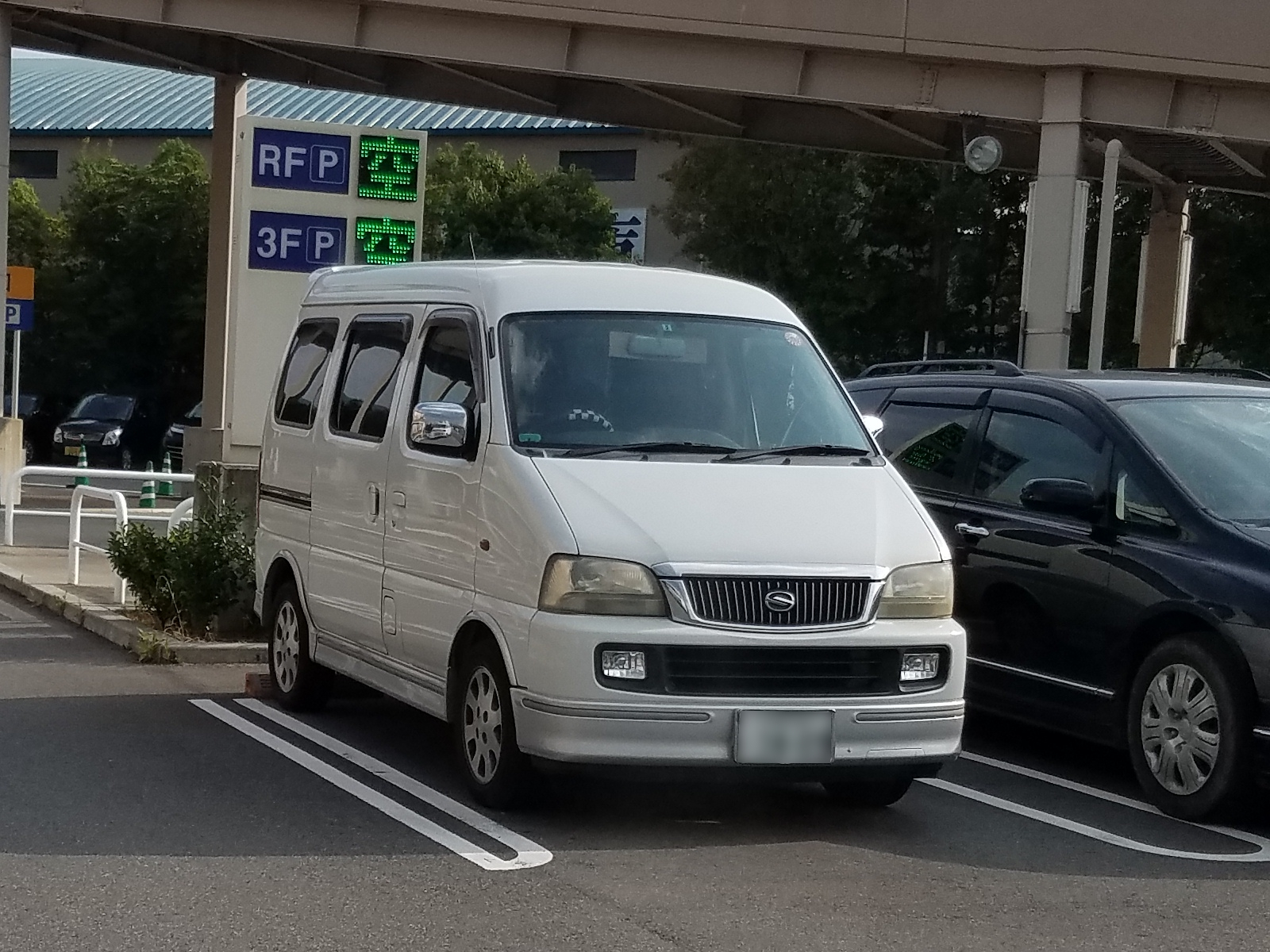
エブリイランディ XC
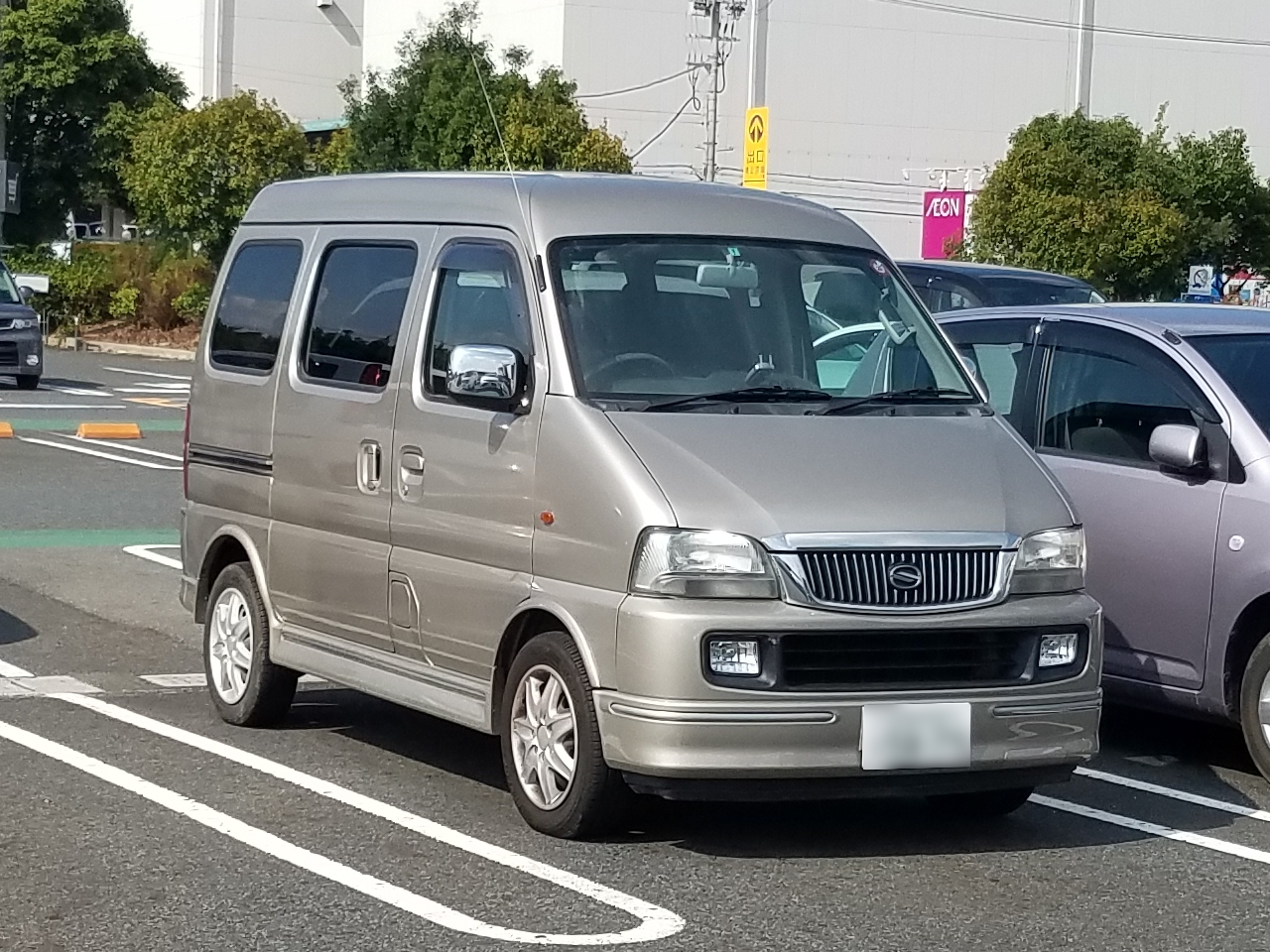
エブリイランディ XL